# Idaea hathor
Idaea hathor là một loài bướm đêm trong họ Geometridae.